# Shahid Khan (homme d'affaires)
Ne doit pas être confondu avec Sadiq Khan ou Shahid Khan.
Shahid « Shad » Khan (en ourdou : شاہد خان), né le 18 juillet 1950 à Lahore, est un homme d'affaires américain d'origine pakistanaise.
Sa fortune est estimée par le magazine Forbes à 8,2 milliards de dollars en 2020, soit la 61e fortune mondiale.
Il a constitué l'essentiel de sa fortune dans l'industrie automobile, étant propriétaire de Flex-N-Gate, un équipementier américain fournisseur notamment de Toyota, et ayant entre autres des centres de production en France à Audincourt et dans sept autres sites en Europe.
Shad Khan est également propriétaire du club de football américain des Jaguars de Jacksonville depuis 2012, de la fédération de catch All Elite Wrestling, ainsi que du club de football de Fulham FC. Il soutient depuis ses débuts le groupe de K-Pop nommé Ateez.

## Jeunesse
Shahid Khan est né le 18 juillet 1950 à Lahore, capitale de la province pakistanaise du Pendjab. Il est issu d'une famille musulmane de la classe moyenne voire aisée, sa mère étant professeur en mathématiques et son père est entrepreneur dans la construction,. 
Il arrive aux États-Unis à l'âge de seize ans pour étudier au sein de l'université de l'Illinois à Urbana-Champaign. Il occupe notamment un travail étudiant de plongeur dans la restauration. En 1971, il obtient un baccalauréat universitaire en sciences du département en science mécanique et de l'ingénieur de l'université. 

## Affaires

### Industries
Durant ses études, Shahid Khan travaille en tant qu'ingénieur puis ingénieur en chef au sein de l'équipementier automobile Flex-N-Gate. Il quitte son emploi pour créer en 1978 son entreprise de conception de pare-chocs pour camion à Danville, grâce à un prêt de 50 000 dollars. En 1980, il rachète son ancien employeur Flex-N-Gate siégeant à Urbana, dans l'Illinois. Jusqu'en 1985, il essaie sans succès de devenir un fournisseur de pare-chocs pour Toyota. En décembre 1990, il est finalement sélectionné par le constructeur et finit par devenir son fournisseur exclusif. L'entreprise se développe pour valoir en 2011 deux milliards de dollars, avec 12 450 employés répartis sur 48 sites de production aux États-Unis. Son chiffre d'affaires s'établit à 8,3 milliards de dollars en 2018, et en 2020, son entreprise compte 24 000 salariés dans 66 sites de productions au niveau mondial. 

### Sport

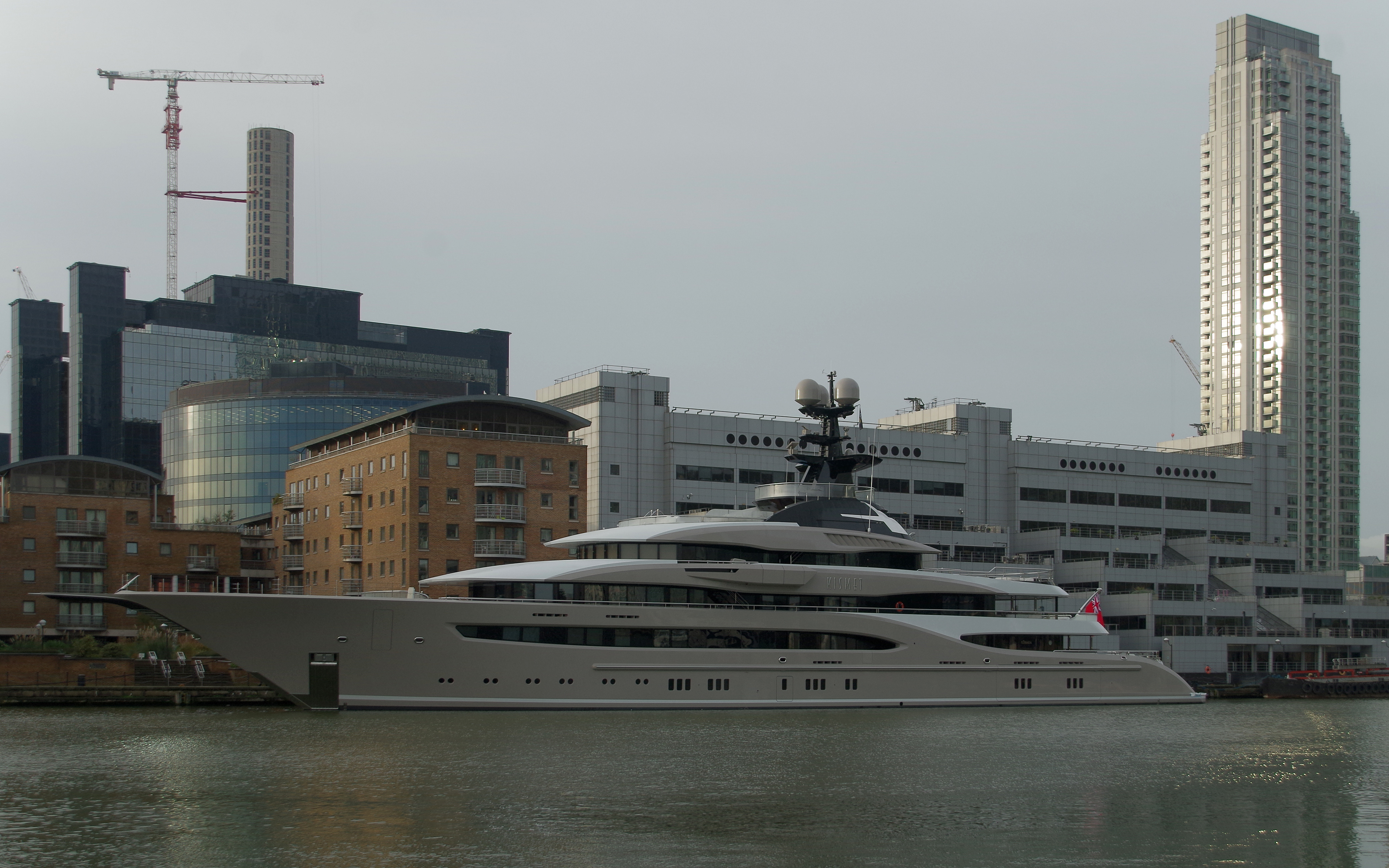
Le yacht Kismet (2ème du nom) à Londres, en 2014.

En 2012, Shad Khan achète le club de football américain des Jaguars de Jacksonville, basé en Floride, puis l'année suivante il acquiert le club de football britannique de Fulham FC, basé à Londres,.  
Avec son fils Tony Khan (en), il crée la fédération de catch All Elite Wrestling basée à Jacksonville, en 2019.   
Shahid Khan commande régulièrement un megayacht aux chantiers Lürssen. Le premier en 2007 (aujourd'hui Global) de 74 mètres, le deuxième en 2014 (aujourd'hui Whisper (en), propriété d'Eric Schmidt) de 95 mètres et le troisième en 2023, de 122 mètres, qu'il baptise toujours Kismet (« destin » en turc), se séparant du précédent. Il réside à Naples, en Floride.